# Sabine Heinefetter

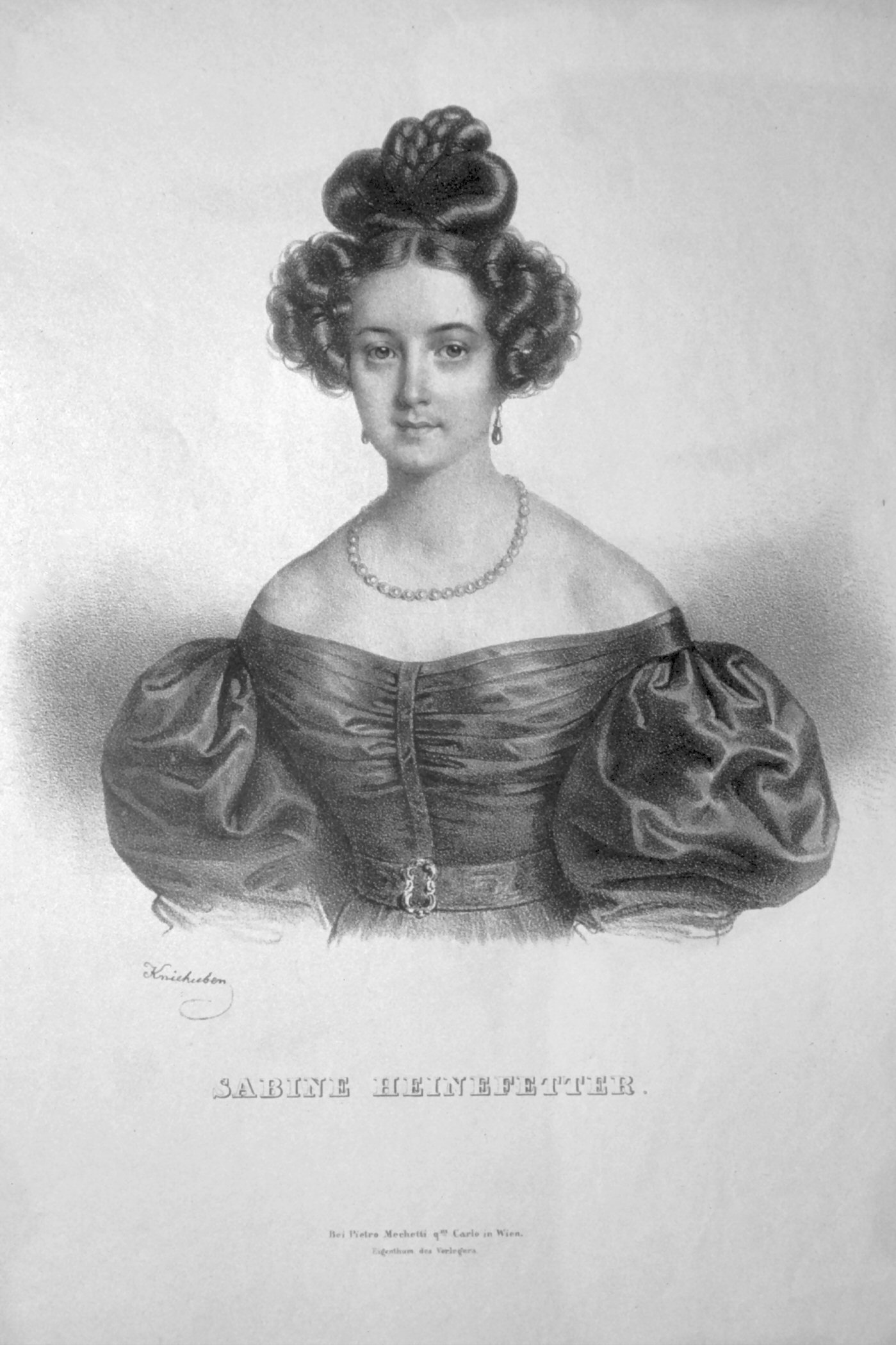
Sabine Heinefetter, Lithographie von Josef Kriehuber, 1830

Sabine Heinefetter, verheiratete Sabine Marquet (19. August 1809 in Mainz – 18. November 1872 in Achern) war eine deutsche Opernsängerin in der Stimmlage Sopran.

## Leben
Nach einer Bühnenausbildung sang sie erstmals 1824/25 in Frankfurt am Main vor Publikum. 1826 sang sie die Pamina in der Zauberflöte im Mainzer Stadttheater. Sie zog nach Kassel, wo sie von Louis Spohr weiter unterrichtet wurde. In Paris sang sie neben Maria Malibran und Franziska Martloff in der Italienischen Oper. 1829 kehrte sie nach Deutschland zurück. Auf Gastspielreisen trat sie erfolgreich in der Hofoper Wien, 1832  an der Mailänder Scala und seit 1833 im Königstädtischen Theater zu Berlin auf. Letzterem gehörte sie zwei Jahre lang an. 1835 war Heinefetter ein halbes Jahr am Hoftheater in Dresden engagiert.
Die Sopranistin lebte seit 1842 zurückgezogen in Baden, seit 1853 verheiratet in Marseille.
Heinefetter starb während eines Aufenthaltes in der Irrenanstalt Illenau. Sie hatte fünf Schwestern
- Eva Heinefetter (um 1810–unbekannt), Opernsängerin
- Fatime Heinefetter (unbekannt–nach 1842), Opernsängerin
- Kathinka Heinefetter (1819–1858), Opernsängerin
- Klara Heinefetter (1816–1857), Opernsängerin
- Nanette Heinefetter (Lebensdaten unbekannt), Opernsängerin

sowie einen Bruder, Johann Baptist Heinefetter (1815–1902), der Maler wurde.

## Schüler (Auswahl)
- Babette Gundy, Johann Baptist Pischek

## Im Gedenken
Im April 2016 ist der Platz vor dem Staatstheater Mainz in „Geschwister-Heinefetter-Platz“ umbenannt worden.